# Rodney Nuckey
Rodney Nuckey, né le 26 juin 1929 à Wood Green (Borough londonien de Haringey) et mort le 29 juin 2000 à Manille (Philippines), est un ancien pilote automobile britannique. Il a principalement couru en monoplace dans les années 1950 et a notamment disputé le Grand Prix d'Allemagne 1953 sur Cooper. En 1953 il remporta le dernier Grand Prix de Finlande avec des voitures de Formule 1 (hors championnat).

## Résultats en championnat du monde de Formule 1
| Saison | Écurie                | Châssis    | Moteur             | Pneus  | Engagements               | GP disputé | Points inscrits | Classement |
| ------ | --------------------- | ---------- | ------------------ | ------ | ------------------------- | ---------- | --------------- | ---------- |
| 1953   | Privé Écurie Richmond | Cooper T23 | Bristol 6 en ligne | Dunlop | Allemagne Grande-Bretagne | Allemagne  | 0               | n.c.       |